# МэриЛинор
«МэриЛинор» (укр. МеріЛінор) — украинская рок-группа. Создана осенью 2017 года в г. Днепр.
Свой стиль музыканты определяют как nerd-punk (ботан панк). Группа исполняет песни на двух языках: русский и украинский.

## История

### Начало
Группа образована двумя музыкантами: Ольга «TJ Hinako» Кузнецова (вокал), и Сергей «Rain» Шинкаренко (гитара) в 2017 году изначально как акустический дуэт. В сентябре 2017 года в составе группы приходят: Александр «Винс» Шабельский (барабаны) и Юлия «Йоль» Ткач (бас-гитара). 1 сентября 2017 года считается официальной датой рождения группы.
В конце марта 2018 года группа записывает первый сингл «ЧетыреМоста». Буквально сразу, под продюсированием Юры Яхно («Дом грибоедова», «GAUDA», саунд-продюсер KSRecords) и при участии Андрея Богданова («Дом грибоедова», «GAUDA», «abproject») пишется второй сингл «НебоТаМісяць». Через месяц свет увидел третий сингл команды «Пішак».
В августе 2018 года группа получает гран-при Днепровского фестиваля «Sloboda Rock Fest» и сертификат на съемки клипа.  В конце сентября «МэриЛинор» презентует свое первое видео на песню «НебоТаМісяць».
В конце 2018 года музыканты создают краудфандинговый проект по сбору денег на дебютный альбом.

### 2019 год
В начале января 2019 года за 5 суток на студии «KSRecords» группа записывает материал на дебютный альбом. Релиз альбома «13» состоялся 13 марта 2019 года.
В течение 2019 года команда много выступает по клубным и фестивальным площадкам восточных областей Украины.
24 июля 2019 выходит Lyric video на песню альбома «Пішак»
25 сентября 2019 года выходит клип на песню «ЧетыреМоста». Съемки клипа проводились на многострадальном «Новом мосту» г. Днепра.

### 2020 год
13 марта 2020 года на годовщину выпуска альбома выходит сингл «Тримай». Во время мировой пандемии covid-19 в условиях карантинных ограничений команда записывает и выпускает сингл «Мама (письмо из карантина)», и продолжает работать над материалом для второго альбома.
Весной 2019 года на место бас гитариста в команду приходит Антон «Городецкий» Свиридонов.
28 августа на лейбле "Jul’s Service Music" выходит второй альбом группы – «Город грехов vol.1».
1 декабря 2020 года группа выпускает сингл и клип «Зима».

### 2021 год
Летом 2021 года в группе происходит небольшое изменение в составе. На место барабанщика приходит Стас Новиков.

## Состав

### Текущий состав группы
- Ольга «TJ Hinako» Кузнецова (2017 – н.в.) – вокал
- Сергей «Rain» Шинкаренко (2017 – н.в.) – гитара
- Антон «Городецкий» Свиридонов (2019 – н.в.) – бас
- Стас Новиков (2021 – н.в.) – барабаны

### Бывшие участники группы
- Юлия «Йоль» Ткач (2017 – 2019) – бас
- Александр «Винс» Шабельский (2017 – 2021) – барабаны

## Дискография

### Альбомы
- 2019 – «13»
- 2020 – «Город грехов vol.1»

### Синглы
- 2018 – «ЧетыреМоста»
- 2018 – «НебоТаМісяць»
- 2018 – «Пішак»
- 2020 – «Тримай»
- 2020 – «Мама (письмо из карантина)»
- 2020 – «Зима»

### Видеоклипы
- 2018 – «НебоТаМісяць»
- 2019 – «ЧетыреМоста»
- 2020 – «Мама (письмо из карантина)»
- 2020 – «Зима»

### Лирик видео
- 2019 – «Пішак»
- 2019 – «НеПесня»
- 2019 – «Демоны»

## Интересные факты
Название группы – это собирательный образ от двух персонажей: Мэри Энн – вымышленный персонаж из произведения «Алиса в стране чудес» Льюиса Кэрролла и Линора – персонаж из стихотворения «Ворон», Эдгар Аллан По. Этим персонажам посвящена заглавная песня альбома «13» - «Мэри».
В записи альбома «13» принимал участие генеральный спонсор и друг группы Алексей Кардашев. Его голос можно услышать в песнях: «Мэри», «Ноль»